# Abdelkrim Kissi
Abdelkrim Kissi, parfois orthographié Abdelkarim Kissi (en arabe : عبدالكريم قيسي), est un footballeur international marocain né le 5 mai 1980 à Oujda. Il évolue au poste de milieu de terrain.

## Biographie

### En club
Ceinture noire de taekwondo à 14 ans, sportif accompli, il commence sa carrière en étant capitaine de l'équipe d'Oujda. Il est ensuite envoyé en première division à Fès. 
Passant de près à un transfert au LOSC Lille, il rejoint le Roubine Kazan, en deuxième division du championnat russe, lors de l'année 2002. Il participe activement à la montée en première division de son club. 
Il joue ensuite une demi-saison au club de Litex Lovetch, en première division bulgare.
Il se fait alors repérer par le club d'Heerenveen aux Pays-Bas, où sa place en charnière centrale devient rapidement stratégique pour son équipe. Avec Heerenveen, il joue cinq matchs en Coupe de l'UEFA.

### En équipe nationale
Capitaine de l'équipe nationale des moins de 17 ans, il arrive très jeune au niveau international. Il reçoit 37 sélections en équipe du Maroc entre 2001 et 2008.
Il participe à la Coupe d'Afrique des nations 2004, disputant l'intégralité des matchs en tant que titulaire. Son équipe atteint la finale de la compétition, en étant battue par le pays hôte, la Tunisie.
Il participe ensuite à la Coupe d'Afrique des nations 2008 organisée au Ghana, où le Maroc est éliminé dès le premier tour de la compétition.
En 2004, il dispute trois matchs comptant pour les éliminatoires du mondial 2006 : face au Malawi, au Botswana, et à la Tunisie.
| Caps | Date       | Match                     | Lieu           | Score | Compétition       |
| 1    | 02/06/2001 | Kenya - Maroc             | Nairobi        | 1 - 1 | Elim. CAN 2002    |
| 2    | 16/06/2001 | Maroc - Gabon             | Fès            | 0 - 1 | Elim. CAN 2002    |
| 3    | 05/09/2001 | Italie - Maroc            | Piacenza       | 1 - 0 | Amical            |
| 4    | 14/10/2001 | Mali - Maroc              | Bamako         | 2 - 1 | Tournoi           |
| 5    | 21/08/2002 | Luxembourg - Maroc        | Luxembourg     | 0 - 2 | Amical            |
| 6    | 07/09/2002 | Gabon - Maroc             | Libreville     | 0 - 1 | Elim. CAN 2004    |
| 7    | 13/10/2002 | Maroc – Guinée Equ.       | Rabat          | 5 - 0 | Amical            |
| 8    | 12/02/2003 | Sénégal - Maroc           | Paris          | 0 - 1 | Amical            |
| 9    | 29/03/2003 | Sierra leone - Maroc      | Freetowon      | 0 - 0 | Elim. CAN 2004    |
| 10   | 30/04/2003 | Maroc – Côte d’Ivoire     | Rabat          | 0 - 1 | Amical            |
| 11   | 08/06/2003 | Maroc - Sierra leone      | Casablanca     | 1 - 0 | Elim. CAN 2004    |
| 12   | 06/07/2003 | Guinée Equa - Maroc       | Malabo         | 0 - 1 | Elim. CAN 2004    |
| 13   | 10/09/2003 | Maroc - Trinité et Tobago | Marrakech      | 2 - 0 | Amical            |
| 14   | 27/01/2004 | Nigeria - Maroc           | Monastir       | 0 - 1 | CAN 2004          |
| 15   | 31/01/2004 | Bénin - Maroc             | Sfax           | 0 - 4 | CAN 2004          |
| 16   | 04/02/2004 | Afrique du sud - Maroc    | Sousse         | 1 - 1 | CAN 2004          |
| 17   | 08/02/2004 | Algérie - Maroc           | Sfax           | 1 - 3 | ¼ Finale CAN 2004 |
| 18   | 11/02/2004 | Mali - Maroc              | Sousse         | 0 - 4 | ½ Finale CAN 2004 |
| 19   | 14/02/2004 | Tunisie - Maroc           | Radès          | 2 - 1 | Finale CAN 2004   |
| 20   | 31/03/2004 | Maroc - Angola            | Rabat          | 3 - 1 | Amical            |
| 21   | 28/04/2004 | Maroc - Argentine         | Casablanca     | 0 - 1 | Amical            |
| 22   | 28/05/2004 | Mali - Maroc              | Bamako         | 0 - 0 | Amical            |
| 23   | 05/06/2004 | Malawi - Maroc            | Blantyre       | 1 - 1 | Elim.CM 2006      |
| 24   | 03/07/2004 | Botswana - Maroc          | Gaborone       | 0 - 1 | Elim. CAN/CM 2006 |
| 25   | 04/09/2004 | Maroc - Tunisie           | Rabat          | 1 - 1 | Elim.CAN/CM 2006  |
| 26   | 15/11/2005 | Cameroun - Maroc          | Clairefontaine | 0 - 0 | Amical            |
| 27   | 16/08/2006 | Maroc – Burkina           | Rabat          | 1 - 0 | Amical            |
| 28   | 02/09/2006 | Maroc - Malawi            | Rabat          | 2 - 0 | Elim. CAN 2008    |
| 29   | 02/06/2007 | Maroc – Zimbabwe          | Casablanca     | 2 - 0 | Elim. CAN 2008    |
| 30   | 16/06/2007 | Malawi - Maroc            | Blantyre       | 0 - 1 | Elim. CAN 2008    |
| 31   | 08/09/2007 | Ghana - Maroc             | Rouen          | 2 - 0 | Amical            |
| 32   | 17/10/2007 | Maroc - Namibie           | Rabat          | 2 - 0 | Amical            |
| 33   | 16/11/2007 | France - Maroc            | St-Denis       | 2 - 2 | Amical            |
| 34   | 21/11/2007 | Sénégal - Maroc           | Créteil        | 0 - 3 | Amical            |
| 35   | 12/01/2008 | Maroc - Zambie            | Fés            | 2 - 0 | Amical            |
| 36   | 24/01/2008 | Maroc - Guinée            | Accra          | 2 - 3 | CAN 2008          |
| 37   | 28/01/2008 | Ghana - Maroc             | Accra          | 2 - 0 | CAN 2008          |
| ---- | ---------- | ------------------------- | -------------- | ----- | ----------------- |

## Palmarès
- Finaliste de la Coupe d'Afrique des nations 2004 avec l'équipe du Maroc

## Décorations
- Officier de l'ordre du Trône — Le 14 février 2004, il est décoré officier de l'ordre du Wissam al-Arch[3] — ordre du Trône[4] — par le roi Mohammed VI au Palais royal de Rabat[5].